# Rubus annamensis
Rubus annamensis är en rosväxtart som beskrevs av Jules Cardot. Rubus annamensis ingår i släktet rubusar, och familjen rosväxter. Inga underarter finns listade i Catalogue of Life.